# Berkåk
Berkåk ist eine Ortschaft in der norwegischen Kommune Rennebu in der Provinz (Fylke) Trøndelag. Der Ort stellt das Verwaltungszentrum von Rennebu dar und hat 1003 Einwohner (Stand: 1. Januar 2024).

## Geografie
Berkåk ist ein sogenannter Tettsted, also eine Ansiedlung, die für statistische Zwecke als eine städtische Siedlung gewertet wird. Die Ortschaft liegt östlich des Flusses Orkla in der Kommune Rennebu. Im Norden des Orts liegt der See Buvatnet, im Bereich zwischen dem Ortsrand und dem See befindet sich eine Moorfläche. Etwas über 10 km in nordwestlicher Richtung liegt die Erhebung Ilfjellet.

## Geschichte und Kultur
Die Holzkirche Berkåk kirke wurde im Jahr 1878 erbaut. In Berkåk fand im Jahr 1986 erstmals die jährliche Handwerksmesse Rennebumartnan statt. Der Ortsname setzt sich aus den beiden altnordischen Begriffen birki (deutsch Birkenwald) und åker (deutsch Acker) zusammen.

## Wirtschaft und Infrastruktur

### Wirtschaft
In Berkåk sind mehrere Betriebe der Holzindustrie angesiedelt. Lange Zeit wurde in der Ortschaft eine Molkerei betrieben.

### Verkehr
Durch Berkåk führt von Süden her die Europastraße 6 (E6). Ab Berkåk führt sie in den Nordosten weiter. In der Ortschaft zweigt von der E6 der Fylkesvei 700 in den Nordwesten ab. Der Fylkesvei 700 verläuft von Berkåk aus weiter parallel zur Orkla durch den Norden der Kommune Rennebu. In der Kommune Rennebu verläuft die Bahnlinie Dovrebanen weitgehend parallel zur E6. Bei Berkåk hat die Bahnstrecke verglichen mit der Europastraße eine weiter östlich verlaufende Streckenführung. Der Bahnhof von Berkåk wurde 1921 eröffnet, als die Dovrebanen fertiggestellt wurde.

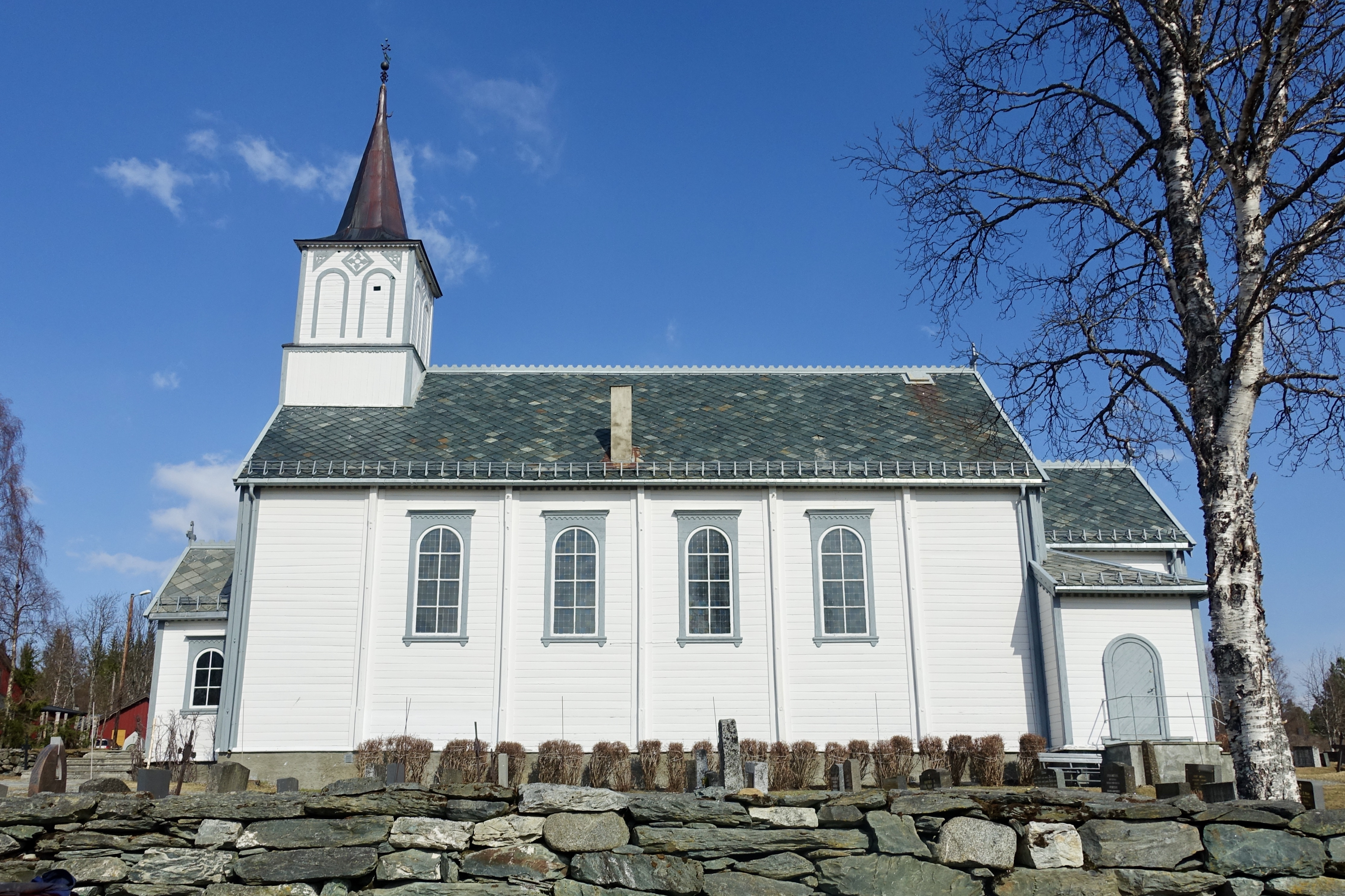
Kirche in Berkåk
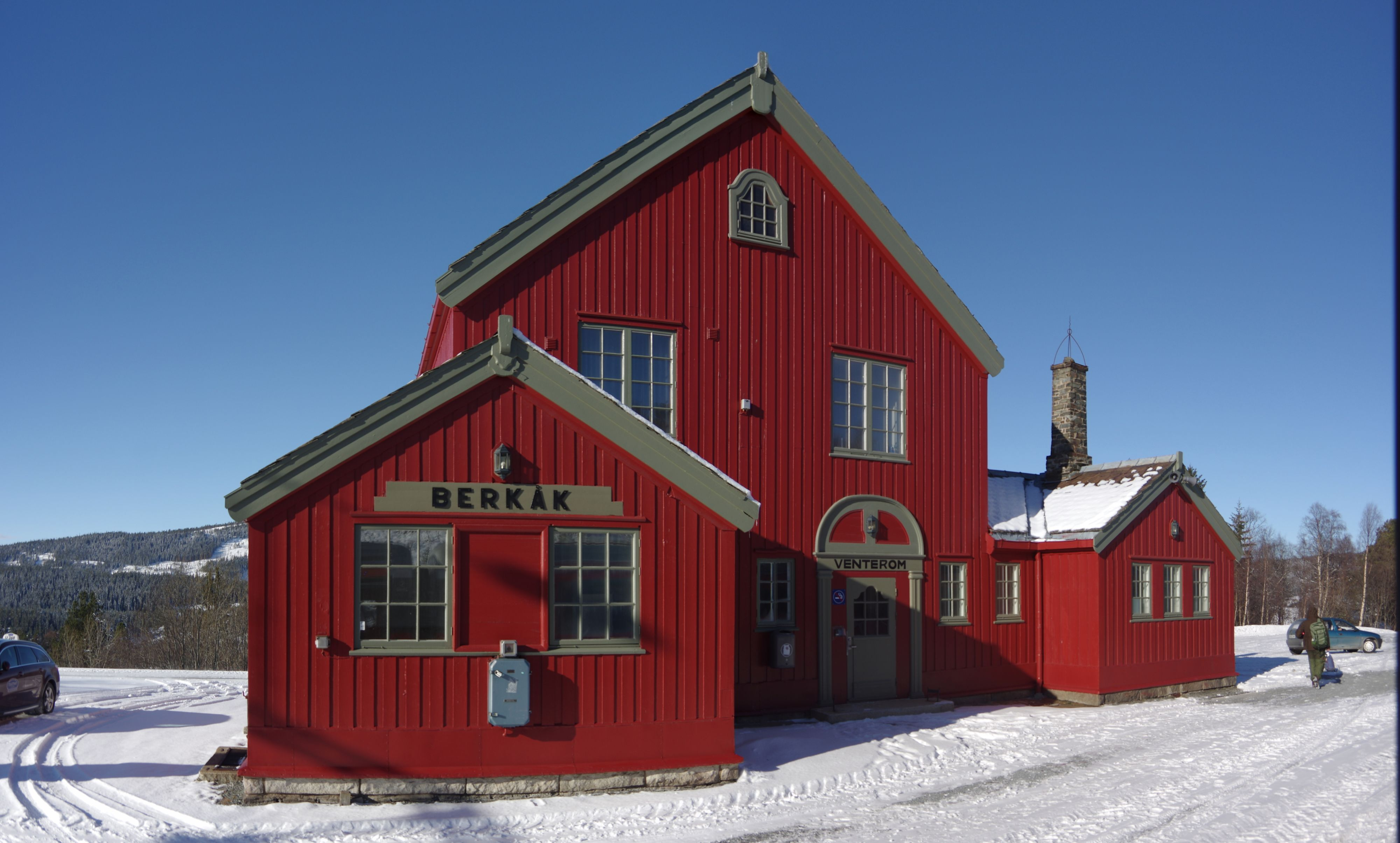
Bahnhof in Berkåk

## Persönlichkeiten
- Astrid S (* 1996), Popsängerin